# Kriegsschule Ludwigsburg
Die Kriegsschule Ludwigsburg war eine Offiziersbildungsanstalt des Heeres in Ludwigsburg zu Zeiten des Königreiches Württemberg. Sie wurde durch königliche Ordre vom 23. Juni 1820 errichtet und am 30. März 1874 durch königliche Ordre wieder aufgelöst. Die Kriegsschule war dem Generalquartiermeisterstab, später dem Kriegsministerium des Königreiches, unterstellt. Sie befand sich in der Hinteren Schlossstraße (heute Mömpelgarder Straße) 24 im späteren Gebäude des Bezirkskommandos Ludwigsburg, des späteren Regimentstabes des Infanterie-Regiments 15 der Reichswehr.

## Geschichte

Gebäude der vormaligen Kriegsschule, Foto von ca. 1905–1910

Die Stadt Ludwigsburg entstand zu Anfang des 18. Jahrhunderts durch den Bau des größten unzerstörten Barockschlosses Deutschlands unter Herzog Eberhard Ludwig von Württemberg. 1800 wurde Württemberg von Frankreich unter Napoleon Bonaparte besetzt und zum Bündnis mit Frankreich gezwungen. 1806 nahm Kurfürst Friedrich die von Napoléon verliehene Würde des Königs von Württemberg an. 1812 wurde in Ludwigsburg das württembergische Heer für Napoleons Russlandfeldzug aufgestellt. Aus diesem Feldzug kehrten von dem ursprünglichen Kontingent von 15.800 württembergischen Soldaten nur einige Hundert zurück.
1805 wurde in der Garnisonsstadt ein Kadetteninstitut gegründet. Das Institut hatte den Auftrag, junge Männer, die das 16. Lebensjahr vollendet hatten, in einem vierjährigen Kursus in militärtechnischen und wissenschaftlichen Fächern zu Offizieren heranzubilden. Dieses Kadetteninstitut wurde 1817 wieder aufgelöst. Um jedoch rechtzeitig für Offiziersnachwuchs zu sorgen, wurde drei Jahre später eine württembergische „Offizier-Bildungs-Anstalt“ ins Leben gerufen. Die Organisation erfolgte nach den Vorschlägen des Generalquartiermeisters Ferdinand Freiherr Varnbüler von und zu Hemmingen.
1852 wurde die Offiziersbildungsanstalt offiziell in Kriegsschule umbenannt. Im Rahmen einer Neuorganisation vereinigte die Kriegsschule die Einrichtungen einer preußischen Kadettenschule und einer preußischen Kriegsschule. Ziel war die praktische und fachwissenschaftliche Ausbildung der Offiziersanwärter aller Waffengattungen, die vor Zulassung zur Offiziersprüfung zum Besuch einer Kriegsschule verpflichtet waren. Dem Besuch der Kriegsschule ging eine Dienstzeit bei der Truppe voran.  Der Lehrplan der Kriegsschule umfasste Taktik, Heeresorganisation, Waffenlehre, Befestigungslehre, Geländelehre und Aufnehmen mit Planzeichnen, Militärgeschäftsstil und Dienstkenntnis. Außerdem wurden die Schüler in Exerzieren, Schießen, Turnen, Fechten und Reiten ausgebildet.

## Kommandeure
- Hauptmann von Härtens (1820–1825)

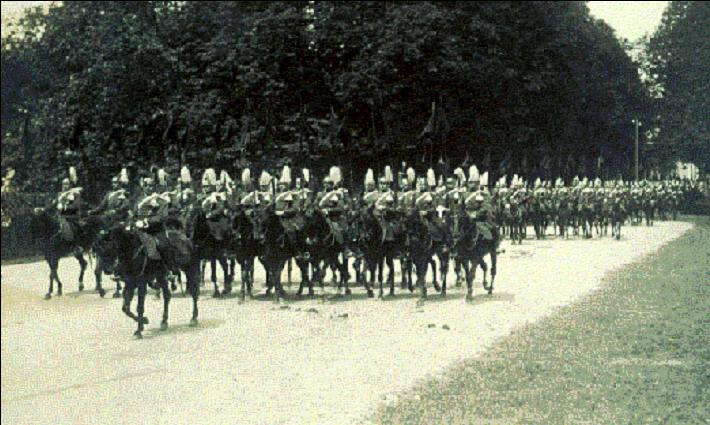
Ulanen-Regiment „König Wilhelm I.“ (2. Württembergisches) Nr. 20

- Hauptmann August von Rüpplin (1825–1826)
- Hauptmann Finkh (1826–1832)
- Oberleutnant bzw. Hauptmann von Baer (1832–1835)
- Hauptmann Erhardt (1835–1842)
- Hauptmann von Baur (1842)
- Hauptmann von Hegelmaier (1842–1851)
- Oberleutnant bzw. Hauptmann Theodor von Wundt (1851–1858)
- Hauptmann Ludwig Wundt (1858–1861)
- Hauptmann Albert von Suckow (1861–1866)
- Hauptmann Triebig (1866–1867)
- Oberleutnant Grimm (1867–1868)
- Oberleutnant bzw. Hauptmann Fleischmann (1868–1870)
- Hauptmann Philipp von Klett (1870–1874)

## Bekannte Absolventen
- Fidel von Baur-Breitenfeld
- Julius von Hardegg
- Oskar von Hardegg
- Otto von Marchtaler
- Max Schott von Schottenstein
- Kuno von Wiederhold
- Ferdinand Graf von Zeppelin